# Gigouzac
Gigouzac település Franciaországban, Lot megyében. Lakosainak száma 304 fő (2022. január 1.). Gigouzac Boissières, Maxou, Mechmont, Montamel, Peyrilles, Saint-Denis-Catus és Uzech községekkel határos.

## Népesség
A település népességének változása:
| Lakosok száma | 204  | 204  | 211  | 211  | 246  | 254  | 275  | 292  | 299  | 304  |
|               | 1968 | 1982 | 1990 | 2006 | 2013 | 2015 | 2017 | 2019 | 2020 | 2022 |